# Região Turística Costa Leste
Região Turística Costa Leste Sul-Mato-Grossense é a denominação dada pela indústria do Turismo á região leste do estado de Mato Grosso do Sul, que abrange 7 municípios. Fazem parte da Costa Leste os seguintes municípios: Anaurilândia, Aparecida do Taboado, Bataguassu, Brasilândia, Santa Rita do Pardo, Selvíria e Três Lagoas. É uma das 10 regiões turísticas oficiais deste estado.
Nos últimos anos, os municípios pertencentes à Costa Leste se organizaram para que a área recebesse sinalização turística por parte do Ministério da Integração Nacional. Também tem havido vários cursos profissionalizantes e de aperfeiçoamento para trabalhadores da indústria do turismo, além de esforços para a estruturação e comercialização dos roteiros turísticos da Costa Leste.

## Território
Possui Limites com as Regiões Turísticas do Caminho dos Ipês, Grande Dourados, Vale do Aporé e Cone Sul. Todos os municípios possuem território banhado pela Bacia do Rio Paraná, sendo todos os municípios lindeiros aos lagos formados pelo Complexo Hidrelétrico de Urubupungá, o maior complexo hidrelétrico do mundo.
Tanto o Rio Paraná quanto seus afluentes, Rio Sucuriú, Rio Verde e Rio Pardo possuem uma exótica combinação de praias de areias brancas naturais com mata ciliar nativa, o que difere a margem sul-mato-grossense do Rio Paraná da margem do Estado de São Paulo, bastante impactada pelo processo de ocupação da agricultura e pecuária.
A região é de grandes lagos formados pelas Usinas Hidrelétricas de Iha Solteira, Engenheiro Souza Dias (Jupiá) e Sérgio Mota (Porto Primavera), com vários locais de ocupação turística, contendo milhares de ranchos, residências de veraneio, pousadas, atrativos bares e restaurantes em dezenas de loteamentos localizados nas margens dos rios. O processo de ocupação à margem dos rios tende a ser fortalecido com a regulamentação dos Planos Diretores Municipais.

## Segmentos
Turismo de Sol e Praia, Pesca, Náutico, Aventura, Esporte, Cultural, Ecoturismo e Turismo de Negócios.

## Atrativos
A Costa Leste MS, como as demais regiões turísticas de MS possui expressões culturais marcantes através do artesanato. Técnicas tradicionais preservadas, algumas aprimoradas, em matérias-primas da região como madeiras, argila e fibras vegetais ganham forma nas mãos de artistas que traduzem o dia-a-dia das comunidades locais.
Entre os maiores atrativos da Costa Leste encontram-se esportes aquáticos, pescaria, turismo rural, eco-turismo, entre outros. Há muitos rios piscosos em praias de água doce, Áreas Rurais e também Industriais.
O processo de desenvolvimento industrial é um grande propulsor do desenvolvimento da atividade turística na região. A criação de parques industriais, sobretudo em Três Lagoas, Aparecida do Taboado e Bataguassu proporcionam grande movimento de turismo de negócios e eventos, além de servir de modelo a ser estudado e conhecido por outras regiões do país e do mundo.

### Gastronomia
Como em todo o Estado de Mato Grosso do Sul, o churrasco é um dos principais pratos também na Costa Leste MS.

### Negócios e Eventos
As feiras agropecuárias, as festas de peão de boiadeiro, festas religiosas, festas tradicionais e muitos outros eventos do gênero, proporcionam a evolução dos mercados turísticos, entretenimento e de artesanato, consolidando a região, contribuindo e fortalecendo a inserção social, econômica e cultural das comunidades da região.

## Municípios
As cidades são hospitaleiras, tranqüilas e aconchegantes que recebem seus visitantes de braços abertos para diversão e lazer com suas animadas festas populares e comidas típicas o ano todo. São elas:
 Anaurilândia
No município há um grande balneário público.
 Aparecida do Taboado
Tão característico que todos os anos, durante a Festa do Peão em Aparecida do Taboado, vulgo Taboadão, é realizado um campeonato de Churrasco que reúne gente de todo o país. Falar em artesanato em Aparecida do Taboado é falar da Cerâmica do Seu Eurico Pimenta, que recebe os visitantes com muita simpatia em seu sítio. Outro destaque são os balaios e baús do Seu Birer.
 Bataguassu
Em Bataguassu, na Nova Porto XV, a parada para comprar bichinhos do Pantanal é obrigatória, pois são dezenas de famílias que oferecem na beira da rodovia.
 Brasilândia
Situada às margens do Rio Paraná, encontra-se em seu território o Patrimônio Natural da Cisalpina.
 Santa Rita do Pardo
O município possui alguns balneários. Em Santa Rita do Pardo o prato típico é a carne de sol, que possui inclusive uma grande festa onde são apresentadas as variedades feitas no município.
 Selvíria
Selvíria fica perto da Represa de Ilha Solteira. Possui também alguns balneários.
 Três Lagoas
De acordo com o censo do IBGE de 2010, possui uma população de mais de 100 mil habitantes e está situada em um entroncamento das malhas viária, fluvial e ferroviária do Brasil, possui acesso privilegiado às regiões Centro-Oeste, Sudeste e Sul do país e a países da  América do Sul. Devido a isto, à disposição de energia, água, matéria-prima e mão-de-obra, a cidade no momento passa por uma fase de transição econômica e rápida industrialização. Apresenta, ainda, grande potencial turístico e tem recebido bilhões de dólares em investimentos.
Três Lagoas fica perto da Represa de Jupiá. Possui também alguns balneários. Em Três Lagoas tem-se como destaque de artesanato as Gamelas em Madeira, a cerâmica artística, o entalhe em madeira, a Cestaria em Taboa e a tecelagem, que é tão bem representada.

## Infraestrutura

### Transporte
O Costa Leste é atendido pela rodovia BR-262, importante entroncamento rodoviário que cruza o Brasil de leste a oeste. Outras rodovias importantes são a BR-267 e BR-158.
O município de Três Lagoas tem um aeroporto regional, recentemente reformado com recursos do ministério do Turismo, com pistas de 2000 metros, comportando aeronaves de médio porte.
Há ainda uma antiga linha de transporte ferroviário que ligava Bauru até a fronteira com a Bolívia e Paraguai, que era feito pela RFFSA, mas que atualmente está desativada. Há projetos que vão recuperar esta antiga ferrovia.

### Hospedagem
A rede hoteleira é composta por variados tipos de hotéis dentre eles  O Hitz Hotel que orgulha-se em ocupar uma posição de destaque no cenário hoteleiro da região: sendo o maior hotel vertical da Costa Leste do Mato Grosso do Sul. Com uma estrutura moderna, imponente e cuidadosamente planejada, oferecendo conforto, sofisticação e uma vista privilegiada da cidade.
A tradição e inovação caminham lado a lado. Com suítes amplas, ambientes climatizados, espaços para eventos, restaurante e um atendimento que preza pela excelência em hospitalidade.
Localizado em um ponto estratégico na cidade de Três Lagoas, o Hitz Hotel é referência tanto para turistas quanto para profissionais em viagens de negócios. São vários andares dedicados ao seu bem-estar, com suítes amplas, espaços para eventos, restaurante e todos os serviços que você espera de uma hospedagem de alto padrão. 
Mais do que um hotel, somos um símbolo do desenvolvimento e da hospitalidade da costa leste.

### Saúde
Todas as cidades contam com hospitais públicos municipais.

### Segurança
O Costa Leste é atendido por delegacias da polícia civil e militar.

### Comércio
O Coste Leste é atendido principalmente por supermercados e lojas de conveniências. Na região de Três Lagoas há pelo menos um grande shopping center em construção. Também há várias opções de comércio 24 horas, principalmente postos de gasolina.

### Sistema bancário
Várias agências privadas e públicas, com destaque o Banco do Brasil e Caixa Econômica Federal

### Comunicações
A região é atendida pelas quatro operadoras de telefonia celular: Oi, Tim, Claro e Vivo